# مارك برايسون
مارك برايسون ريتشاردسون (بالإنجليزية: Mark Bryson-Richardson)‏ دبلوماسي بريطاني، وسفير المملكة المتحدة في العراق منذ تموز/يوليو 2021م، تعلّمَ اللغة العربية ويتكلم بها، وهو مسلم، وله ابن اسمه علي.

## مساره المهني
2021: تدرّب لغوي كامل (العربية).
- 2019 إلى 2020: مدير "DFID / FCDO" في منطقة الشرق الأوسط وشمال إفريقيا وأوروبا الشرقية.
- 2014-2019: كروس وايت هول، مدير وحدة الاستقرار.
- 2013-2014: بغداد نائب رئيس البعثة.
- 2013: مقديشو، نائب رئيس البعثة.
- 2011 إلى 2012: وزارة الخارجية، رئيس مجموعة ليبيا، عمليات الشرق الأوسط.
- 2008-2010: كابول ، مستشار سياسي.
- 2008: الخرطوم، نائب رئيس البعثة (وظيفة مؤقتة).
- 2006: إلى 2008 وزارة الخارجية، رئيس فريق عملية السلام في الشرق الأوسط.
- 2003-2006: الخرطوم، نائب رئيس البعثة ورئيس القسم السياسي والصحفي.
- 2000 إلى 2002: تدرّب لغوي كامل (العربية).
- 1999-2000: وزارة الخارجية ، مسؤول مكتب ، الاتحاد الأوروبي - جبل طارق.
- 1999: التحق بوزارة الخارجية.